# سیارک ۳۹۳۵
سیارک ۳۹۳۵ (به انگلیسی: 3935 Toatenmongakkai، نامگذاری:1987PB) سه هزار و نهصد و سی و پنجمین سیارک کشف شده‌است که در ۱۴ اوت ۱۹۸۷ کشف شد.
قدر مطلق سیارک برابر ۱۲٫۱۰ است.